# Nawojowa (gmina)
Nawojowa est une gmina rurale du powiat de Nowy Sącz, Petite-Pologne, dans le sud de la Pologne. Son siège est le village de Nawojowa, qui se situe environ 8 km au sud-est de Nowy Sącz et 81 km au sud-est de la capitale régionale Cracovie.
La gmina couvre une superficie de 51,13 km2 pour une population de 7 644 habitants.

## Géographie
La gmina inclut les villages de Bącza Kunina, Frycowa, Homrzyska, Nawojowa, Popardowa, Żeleźnikowa Mała, Żeleźnikowa Wielka et Złotne.
La gmina borde la ville de Nowy Sącz et les gminy de Kamionka Wielka, Łabowa, Piwniczna-Zdrój, Rytro et Stary Sącz.